# Estatua Ecuestre de Edward Horner
La estatua ecuestre de Edward Horner se encuentra dentro de la iglesia de San Andrés en el pueblo de Mells en Somerset, en el suroeste de Inglaterra. Fue diseñado por el arquitecto Sir Edwin Lutyens, como un monumento a Edward Horner, quien murió de heridas en la Primera Guerra Mundial. La escultura fue realizada por Alfred Munnings.
Edward Horner era el único hijo sobreviviente y heredero de Sir John y Lady Frances Horner de Mells Manor y miembro de un extenso grupo social de clase alta conocido como Coterie, muchos de los cuales murieron en la guerra; el grupo incluía a su prometida y su futuro cuñado. Poco después de que estallara la guerra, era un oficial de la Fuerza Territorial a tiempo parcial, pero estaba ansioso por unirse a la lucha en el Frente Occidental y obtuvo un traslado a un regimiento de caballería a través de las conexiones de su familia. Fue herido en mayo de 1915 y no regresó a la guerra hasta principios de 1917. Se le asignó un puesto de personal, pero nuevamente consiguió un traslado al frente del frente de combate. El 21 de noviembre de 2017 fue herido nuevamente  y murió ese mismo día.
Lutyens era amigo de la familia Horner, habiendo diseñado múltiples edificios y estructuras para ellos desde principios del siglo XX. Además del monumento a Horner, diseñó un monumento a Raymond Asquith (también en la iglesia de San Andrés) y el monumento a la guerra de Mells en el centro del pueblo. Para el monumento a Horner, Lutyens diseñó el pedestal él mismo y contrató al renombrado pintor ecuestre y artista de guerra Alfred Munnings para que realice su primera escultura pública. El pedestal es de piedra de Portland y en él se encuentra la lápida original de Horner. El escudo de armas de la familia está tallado en el frente, mientras que los lados llevan varias inscripciones dedicatorias. La estatua es un bronce de un oficial de caballería a caballo, con la cabeza descubierta, con su casco y espada en la silla del caballo. Lutyens era conocido por temas abstractos y ecuménicos en sus diseños de monumentos de guerra, pero la estatua de Horner es un ejemplo de su uso de imágenes más convencionales para conmemorar a un individuo. Instalado en la capilla de la familia Horner en un lateral de la iglesia de San Andrés en 1920 a un costo de £ 1 000, se lo cambió de ubicación en 2007.

## Biografía

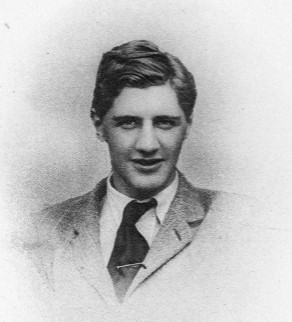
Retrato de Horner del Balliol College War Memorial Book 1914-1919 (1924).

Edward William Horner (nacido el 3 de mayo de 1888) fue el tercer hijo de Sir John Horner, KCVO, de Mells Manor, y su esposa Frances (cuyo apellido de soltera era Graham), y su primer hijo varón. La familia tenía fama de ser descendientes de "Little Jack Horner", la persona que inspiró el tema de una canción infantil del siglo XVIII. Sir John fue un abogado de Londres y más tarde comisionado de bosques, por lo que fue nombrado caballero en 1908. Frances era un miembro prominente del grupo social The Souls, a quienes hospedaba regularmente en Mells.
Edward fue el último heredero masculino directo de la familia Horner, su hermano menor (Mark) murió de escarlatina antes de la guerra. Fue educado en Summer Fields School cerca de Oxford, luego en Eton College y Balliol College, Oxford, donde fue miembro del Cuerpo de Entrenamiento de Oficiales. En Oxford pasó a formar parte de la red social conocida como  The Coterie. El grupo estaba formado en gran parte por herederos de familias aristocráticas e incluía a Raymond Asquith, el futuro cuñado de Horner. Muchos de ellos eran visitantes frecuentes de Mells Manor a principios del siglo XX. Horner persiguió vigorosamente a Lady Diana Manners, una líder de The Coterie sin mucho éxito. Se esforzó académicamente pero se graduó de Oxford con solo un título de tercera clase, para decepción de sus padres y particularmente de su madre quien concentró todas sus ambiciones en Edward después de la muerte prematura de Mark. Continuó su esfuerzo por opciones profesionales, Edward persiguió la ambición de sus padres de convertirse en abogado. Fue colegiado y comenzó una pasantía en 1914 en las cámaras de Hugh Fraser bajo la dirección final de F. E. Smith, uno de los abogados más distinguidos de la época.
Como muchos hombres contemporáneos, especialmente aquellos de origen aristocrático, Horner sintió un agudo sentido de patriotismo fomentado por su educación privada y por los relatos de las campañas imperiales de finales del siglo XX, especialmente la Segunda Guerra de los Bóeres (1899-1902).  El 19 de agosto de 1914 fue comisionado como subteniente en North Somerset Yeomanry,  una unidad de la Fuerza Territorial a tiempo parcial sin obligación de servir en el extranjero. Después del estallido de la Primera Guerra Mundial en agosto de 1914, se ordenó a su regimiento que fuera a Hampshire para recibir entrenamiento. A diferencia de los hombres bajo su mando, entre ellos los agricultores que se mostraban reacios a abandonar sus tierras, Horner estaba ansioso por unirse a la lucha en Francia.  Como familia aristocrática influyente, los Horner pudieron asegurarle un traslado primero a la Guardia Real a Caballo y luego, en octubre de 1914, al 18. ° de Húsares (del propio Queen Mary).  Los 18.º de Húsares se colocaron en el Campamento de Tidworth en Wiltshire bajo el mando de la 11.ª Caballería de Reserva para entrenamiento, después de lo cual fueron desplegados en el Frente Occidental a principios de 1915.
Horner llegó primero a Rouen, muy por detrás del frente, y luego, en febrero de 1915, se le ordenó avanzar hacia Hazebrouck en la frontera belga. En mayo de 1915, fue asignado a escoltar a un grupo de trabajo para cavar trincheras en el lado norte del canal Yser. Durante la marcha, fue herido en el estómago por la metralla de un proyectil de artillería. Fue hospitalizado en el Hospital General N.º 7 de Boulogne en Francia, le extirparon un riñón y, en un momento, su estado era tan grave que sus padres recibieron un permiso especial para visitarlo. Los acompañaron Diana Manners y un médico y una enfermera privados. Salió del hospital el 1 de junio y se le permitió regresar a Mells para recuperarse durante el verano de 1915.  Ansioso por regresar al frente, Horner se presentó ante un consejo médico en diciembre de 1915, pero le dijeron que su riñón faltante lo hacía inelegible para el combate en el frente. Fue enviado de nuevo a Tidworth para esperar órdenes, que llegaron en enero de 1916, dándole instrucciones de zarpar hacia Egipto.  Fue ascendido a teniente interino en noviembre de 1916.
Primero se le asignó un puesto de personal en Egipto, pero nuevamente pudo ser transferido a un papel de lucha en Francia en febrero de 1917. En octubre de ese año, el segundo hogar de la familia en Mells Park fue destruido por un incendio; Horner recibió una licencia por compasión a principios de noviembre y regresó al pueblo para visitar a sus padres. Al regresar a Francia, se le dio el mando de una tropa (16 soldados y caballos). Los 18 de Húsares fueron parte de la Batalla de Cambrai, donde tenían el pueblo de Noyelles, al sureste de Cambrai. Fue golpeado en la ingle el 21 de noviembre de 1917 y fue evacuado a la Estación de Despacho de Víctimas N.º 48 cerca de Ytres, pero murió esa noche. Está enterrado en el cementerio británico de Rocquigny-Equancourt Road, mantenido por la Commonwealth War Graves Commission. La lápida de su tumba en Francia contiene el epitafio «Poco tiempo, pero en ese pequeño vivió más grandemente esta estrella de Inglaterra», del Enrique V. de Shakespeare.

## Puesta en servicio

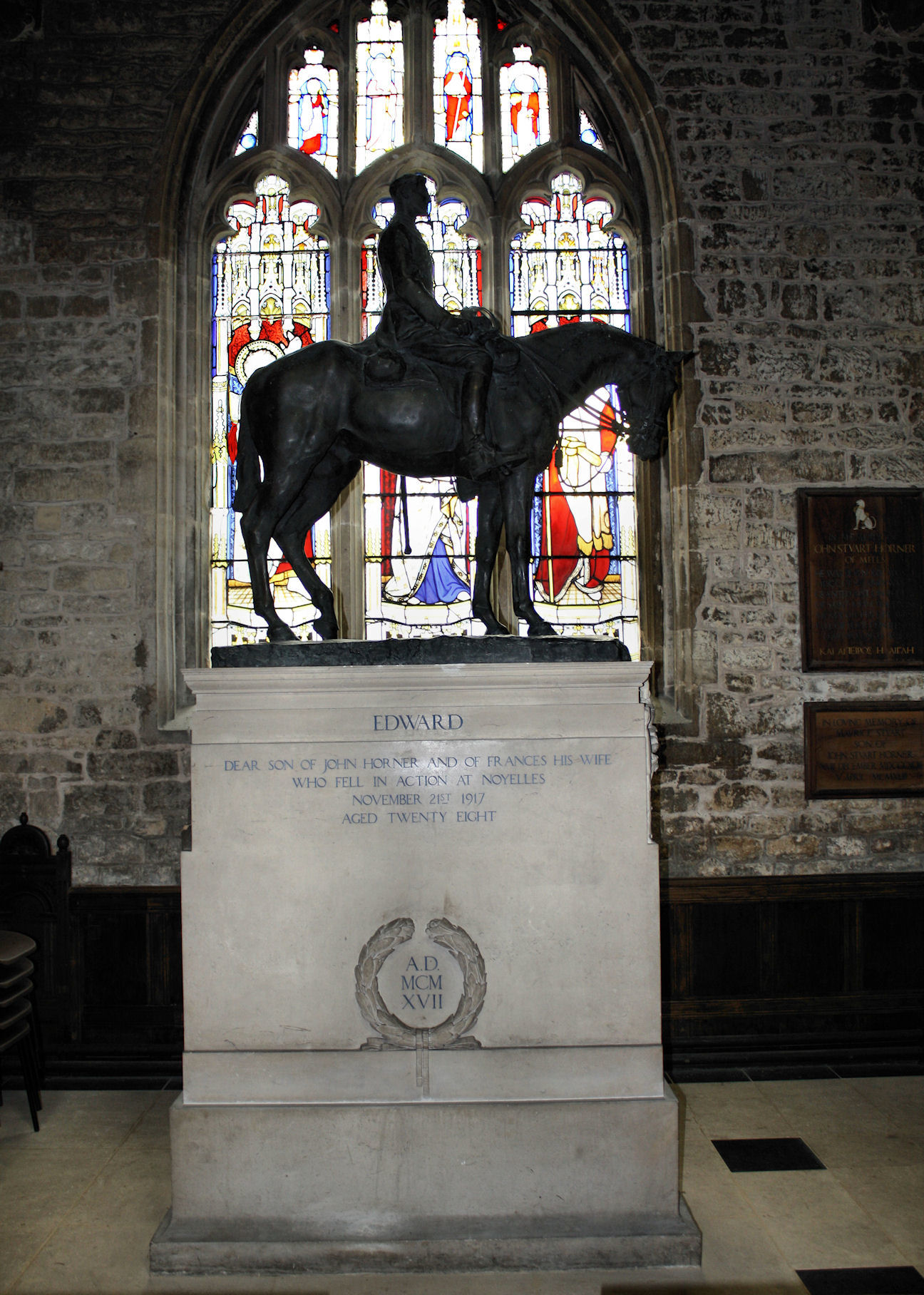
Vista lateral del memorial recortado por un vitraux.

Sir Edwin Lutyens fue uno de los arquitectos más distinguidos de Gran Bretaña. Se convirtió en un diseñador de monumentos de guerra de renombre nacional después de su trabajo como asesor de (y más tarde uno de los principales arquitectos de) la Comisión Imperial War Graves y su diseño para el Cenotafio en Whitehall de Londres. Además de docenas de monumentos de guerra públicos en pueblos y ciudades de Gran Bretaña, Lutyens diseñó varios monumentos privados a víctimas individuales, generalmente hijos de amigos o clientes. Muchos eran herederos de las casas de campo que Lutyens había construido anteriormente en su carrera, como en Mells, donde renovó la mansión a principios del siglo XX. Su trabajo en Mells surgió a través de su amiga y colaboradora Gertrude Jekyll, quien le presentó a los Horner a través de una conexión familiar. Lutyens estableció una amistad que llevó a múltiples encargos en el pueblo. Además de su trabajo en la mansión, rediseñó sus jardines y trabajó en varios edificios y estructuras relacionados, y después de la guerra fue responsable de un homenaje a Raymond Asquith (cuñado de Edward), también ubicado en la Iglesia de San Andrés, y el monumento a los caídos en la aldea. Lutyens diseñó otros dos monumentos a Horner: una tabla de madera con una descripción de los eventos que llevaron a su muerte, que fue colocada en una pared en la capilla familiar en la iglesia de San Andrés; y una tableta de piedra en Catedral de Cambrai.
Alfred Munnings fue un pintor especializado en caballos. Se ofreció como voluntario para el servicio militar al estallar la guerra, pero se consideró inadecuado debido a la falta de visión de un ojo. Se ofreció como voluntario para cuidar caballos del ejército y más tarde fue reclutado como artista de guerra civil adjunto a la caballería canadiense. En 1919 comienza a dedicarse a la escultura. El memorial de Horner fue su primera obra pública de escultura, para la cual Lutyens lo encargó basándose en una amistad preexistente. El trabajo dio lugar a varios encargos adicionales de estatuas equinas, incluido el Jockey Club para una escultura del caballo de carreras Brown Jack en el hipódromo de Epsom Downs. Munnings produjo dos modelos en arcilla para que los revisara Lady Horner; trabajó a partir de fotografías proporcionadas por Lady Horner y un modelo en vivo para producir la estatua. En un momento dado, Munnings estaba tan descontento con la cabeza de la estatua que la cortó y la volvió a rehacer desde cero.

## Diseño e historia
El monumento se encuentra dentro de la Iglesia de San Andrés en Mells.  La familia Horn tenía una larga relación con la iglesia, que comparte un muro con la casa vecina. La familia tiene su propia capilla (antes Lady Chapel) en la iglesia que contiene las tumbas de varios miembros de la familia. A finales del siglo XIX, Homero financió un extenso trabajo de restauración del edificio. El monumento es una estatua ecuestre de bronce, esculpida por Munnings, que muestra a Edward Horn como un joven oficial de caballería, con la cabeza descubierta y sentado a caballo con su espada y casco sujetos a la silla. La estatua originalmente se enfrentaba a una vidriera con una Virgen y un Niño, creando la imagen de Homero cabalgando hacia la luz.
Se encuentra sobre un pedestal de piedra de Portland diseñado por Lutyens, que recuerda a su Cenotafio y descrito por la biógrafa de Lutyens Jane Ridley como «engañosamente simple». La cruz conmemorativa temporal, que originalmente marcó la tumba de Homero en Francia inscrita como  «SACRED TO THE MEMORY OF LIEUT. E. W. HORNER 18TH Q.M.O. HUSSARS / DIED OF WOUNDS RECEIVED IN ACTION NOV 21ST 1917»(consagrada a la memoria del Teniente. E. W. Horner 18a Q.M.O. Húsares / Murieron de heridas recibidas en acción el 21 de noviembre de 1917), se coloca en la parte trasera del pedestal, mientras que el escudo de armas de la familia Horner está moldeado en el frente. El lado sur (izquierda) tiene la inscripción «EDWARD / DEAR SON OF JOHN HORNER AND FRANCES HIS WIFE WHO FELL IN ACTION AT NOYELLES NOV 21 1917 AGED TWENTY EIGHT», (Edward / querido hijo de john horner y su esposa frances, que cayó en acción en Noyelles el 21 de noviembre de 1917 a los veintiocho años), mientras que en el lado norte (izquierda) se lee «HE HATH OUTSOARED THE SHADOW OF OUR NIGHT,» (El ha superado la sombra de nuestra noche), de Adonaïs (1821) de Percy Bysshe Shelley, una elegía para John Keats.
Según Colin Amery, quien presidió una exposición del trabajo de Lutyens en la década de 1980, «algunos de los mejores monumentos y tumbas [de Lutyens]» se encuentran en Mells, y el monumento de Edward Horner es uno de los «mejores y más conmovedores» de Lutyens tributos al desperdicio de vidas en la Gran Guerra . En sus monumentos de guerra públicos (particularmente el Cenotafio y los diversos monumentos basados en él), Lutyens a menudo usaba diseños abstractos y ecuménicos, sintiendo que se necesitaba una forma diferente de arquitectura para transmitir la sensación de dolor por la enorme pérdida de vidas. Sin embargo, cuando recibió el encargo de conmemorar a un individuo, Lutyens estaba más abierto a las imágenes convencionales, como la estatua de un oficial. Según Tim Skelton, autor de Lutyens y la Gran Guerra (2008), la estatua de Horner es «ampliamente considerada como uno de los monumentos personales más conmovedores de la [Primera Guerra Mundial]». El diseño original de Lutyens para el monumento a Horner incluía pilares que se elevaban desde el pedestal para encerrar la estatua en un mausoleo, pero esta parte de la propuesta no se implementó. El molde de Munnings para la estatua se exhibe en el Munnings Art Museum, en su antigua casa y estudio en Dedham, Essex.
La estatua fue instalada en 1920 con un costo más de £ 1 000 y fue, con mucho, el más grande y elaborado de los varios monumentos relacionados con la guerra en Mells. Frances Horner inicialmente esperaba que se colocara debajo del campanario de la iglesia, pero la sugerencia provocó objeciones de los aldeanos y los celadores de la iglesia, que dudaban de tenerlo en el edificio religioso. Así se colocó en la capilla de Horner, en el lado norte del presbiterio, hasta que en 2007 se trasladó al extremo oeste del pasillo norte, ya que los administradores de la iglesia deseaban crear espacio para permitir un uso más flexible de la misma.